# Anilios obtusifrons
Anilios obtusifrons — вид змій родини сліпунів (Typhlopidae). Ендемік Австралії. Описаний у 2017 році.

## Поширення і екологія
Anilios obtusifrons відомі з типової мсцевостості. розташованої у 23 км на південь від міста Калбаррі у Західній Австралії. Вони живуть на джеральдтонських піщаних рівнинах, порослих акацієвими рідколіссями та чагарниками маллі.